# Vauriella albigularis
Vauriella albigularis là một loài chim trong họ Muscicapidae.